# La Lande-Saint-Léger
La Lande-Saint-Léger é uma comuna francesa na região administrativa da Normandia, no departamento de Eure. Estende-se por uma área de 8,04 km². Em 2010 a comuna tinha 382 habitantes (densidade: 47,5 hab./km²).